# Qualificazioni al campionato europeo maschile di calcio 1988 - Gruppo 6

## Classifica
| Team           | PT | G | V | N | P | RF | RS | DR |
| -------------- | -- | - | - | - | - | -- | -- | -- |
| Danimarca      | 8  | 6 | 3 | 2 | 1 | 4  | 2  | +2 |
| Cecoslovacchia | 7  | 6 | 2 | 3 | 1 | 7  | 5  | +2 |
| Galles         | 6  | 6 | 2 | 2 | 2 | 7  | 5  | +2 |
| Finlandia      | 3  | 6 | 1 | 1 | 4 | 4  | 10 | −6 |

## Incontri
| Arbitro: | Gerard Losert |

|           |           |             |
| Hjelm 11’ | Marcatori | 68’ Slatter |

| Arbitro: | Gerassimos Germanakos |

|                                    |           |  |
| Janečka 28’ Knoflíček 43’ Kula 67’ | Marcatori |  |

| Arbitro: | Thomas Oliver Donnelly |

|               |           |  |
| Bertelsen 68’ | Marcatori |  |

| Bratislava 12 novembre 1986, ore 16:30 CET | Cecoslovacchia | 0 – 0 referto | Danimarca | Tehelné pole (47,042 spett.)\| Arbitro: \| Alexis Ponnet \| |
| Arbitro:                                   | Alexis Ponnet  |               |           |                                                             |

| Arbitro: | Ignace van Swieten |

|                                           |           |  |
| Rush 7’ Hodges 28’ Phillips 63’ Jones 86’ | Marcatori |  |

| Arbitro: | Dimitar Dimitrov |

|  |           |           |
|  | Marcatori | 53’ Mølby |

| Arbitro: | Krzysztof Czemarmazowicz |

|          |           |               |
| Rush 82’ | Marcatori | 74’ Knoflíček |

| Arbitro: | Claudio Pieri |

|           |           |           |
| Mølby 16’ | Marcatori | 48’ Hašek |

| Arbitro: | Neil Midgley |

|                                |           |  |
| Hjelm 29’ Lius 71’ Tiainen 82’ | Marcatori |  |

| Arbitro: | Siegfried Kirschen |

|            |           |  |
| Hughes 19’ | Marcatori |  |

| Arbitro: | Ioan Igna |

|            |           |  |
| Elkjær 50’ | Marcatori |  |

| Arbitro: | Erik Fredriksson |

|                         |           |  |
| Knoflíček 32’ Bílek 89’ | Marcatori |  |

## Classifica marcatori
3 reti
- Ivo Knoflíček

2 reti
- Jan Mølby
- Ari Hjelm
- Ian Rush

1 rete
- Michal Bílek
- Ivan Hašek
- Petr Janečka
- Karel Kula
- Jens Jørn Bertelsen
- Preben Elkjær
- Ismo Lius
- Petri Tiainen
- Glyn Hodges
- Mark Hughes
- Andy Jones
- David Phillips
- Neil Slatter